# John Selway
John Selway ist ein US-amerikanischer Produzent im Bereich der elektronischen Tanzmusik.
Bekannt wurde John Selway vor allem durch die Zusammenarbeit mit Christian Smith, mit dem er als Duo Smith & Selway sämtliche Remixe und Produktionen anfertigte.
Er ist auch unter Pseudonymen wie Brinton McKay oder Semblance Factor bekannt.
Bekannt wurde Selway auch durch die Zusammenarbeit mit Oliver Chesler, mit dem er die Musikprojekte Koenig Cylinders, Disintegrator und The Founders bildete.
Zusammen mit Brian Transeau bildete er das Musikprojekt Dharma; zusammen mit Ali Shirazinia von Deep Dish und Brian Transeau bildete er das Musikprojekt Prana.
Bekannte Tracks sind zum Beispiel Semblance Factor - Autofreak aus dem Jahre 1999, der unter anderem in vier Sendungen der damaligen hr3-Clubnight gespielt wurde, und der Track Koenig Cylinders - 99,9.

## Diskografie (Auswahl)
- 1993: Koenig Cylinders: Koenig Cylinders . EP . IST Records
- 1993: Psychedelic Research Lab: Tarenah . 12 .Gyroscopic Recordings .
- 1994: Koenig Cylinders: Koenig Cylinders II . EP . IST Records
- 1995: Dharma: Transway / Seleau . 12 . Musicnow Records
- 1995: Disintegrator: Trans-Dimensional . EP . IST Records
- 1995: Selway: Zoids Vol. 1 . EP . Serotonin
- 1996: Selway: Real . EP . Gyroscopic Recordings
- 1996: Semblance Factor: Twisted Exterior . EP . State Of Mind Records
- 1997: Selway: Rock Them Out . EP . Serotonin
- 1997: Selway: CSM-1 . EP . CSM
- 1997: Semblance Factor: Sem Fac Duo . EP . State Of Mind Records
- 1998: Alexi Delano & John Selway: Everybody Dance . 10 . DK Records
- 1998: Smith & Selway: Endeavour . EP . Rotation Records
- 1998: Selway: Slide Into Your Space . EP . CSM
- 1998: Selway: Zoids Vol. 2 . EP . Serotonin
- 1999: Smith & Selway: Vanguard . 2x12 . Tronic
- 1999: Smith & Selway: Silver Streak . EP . Tronic
- 1999: Smith & Selway: Downunder . EP . Primate Recordings
- 1999: Smith & Selway: Metropolitan . EP . Intec Records
- 1999: Selway: Factor Line . 12 . Tronic
- 1999: Selway: Versions . EP . CSM
- 1999: Selway: New People . 12 . Ultra Records
- 1999: Semblance Factor: Fact Finding Mission . EP . Tension Records
- 2000: Smith & Selway: Tronic 15.5 . 12 . Tronic
- 2000: Selway: Turbo . 12 Ultra Records
- 2001: Smith & Selway: World . 12 . Tronic
- 2001: Smith & Selway: Endzone . 12 . Tronic
- 2001: Smith & Selway: Weather . 12 . Primate Recordings
- 2001: Smith & Selway: Excel . 12 . Intec Records
- 2001: John Selway: Digital Emotion / Turbo . EP .Shockers
- 2001: Selway: Edge Of Now . LP/CD . Ultra Records
- 2001: Selway: Edge Of Now . 12 . Ultra Records
- 2001: Selway: Digital Emotion . 12 . Ultra Records
- 2002: Smith & Selway: Weather: The Planetary Assault Systems Mixes . 12 . Primate Recordings
- 2002: Smith & Selway: Weather Remixes . 12 . Primate Recordings
- 2002: Smith & Selway: Move . 12 . Intec Records
- 2002: Highrise: Hope For Peace . 12 . Kanzleramt
- 2002: John Selway: Digital Emotion . 12 . Feis
- 2002: Koenig Cylinders: NinetyNine.Nine - The Remixes .2x12 . Exacta.udio
- 2002: Selway: Edge Of Now . 12 . Shockers
- 2002: Selway: Edge Of Now . LP/CD . Feis
- 2003: Alexi Delano & John Selway: East Side Scientific .EP . CSM
- 2003: Smith & Selway: Giant . 12 . Bugged Out
- 2003: John Selway / WJ Henze / Toni Rios: Danza 8.5 .12 . Danza Electronica
- 2003: Semblance Factor: Hotwire - The Return . 12 .Weave Music
- 2004: Smith & Selway: The Way It Is . 12 . Underwater Records
- 2004: Smith & Selway: Altera . 12 . Tronic
- 2004: Smith & Selway: Krispy Kranz . 12 . no label
- 2004: Smith & Selway: Illusion . 12 . CSM
- 2005: Smith & Selway: Work It . 12 . Tronic
- 2005: Smith & Selway: Let Your Body Rock . 10 . Tronic
- 2006: Smith & Selway: Don't Turn Me Down . 12 . Intec Records
- 2006: Smith & Selway: Bahamas . EP . F.B.I.
- 2006: Alexi Delano & John Selway present East Side Scientific: Nowhere . 12 . CSM
- 2006: Smith & Selway: Silver Bullet . 12 . Ovum
- 2006: Smith & Selway: Lightning Strike . 12 . CSM
- 2007: christian smith & john selway: transit time . ep .
- 2007: christian smith & john selway: the coming storm .lp/cd . sino
- 2007: christian smith & john selway: point to point . 12 .renaissance
- 2010: Selway:  The Ocean Before Me . 12 . CSM
- 2018: John Selway Presents Semblance Factor: Defiance E.P. 12 . New York Trax

Remixe:
- 1993: Sven Väth: An Accident In Paradise
- 1994: Lunatic Asylum: The Meltdown (Circular Cycle Mix) MMR Productions
- 1997: Heiko Laux & Johannes Heil: No Pain No Gain (Synapse Remix) - i220
- 2000: Trevor Rockcliffe & Blake Baxter: Visions Of You (Smith & Selway Remix) . Intec Records
- 2000: Fischerspooner: Turn On (Selway Rmx) . Serotonin
- 2000: Detroit Grand Pubahs: Sandwiches (Responsible Space Playboys Remix) . Jive Electro
- 2001: Electric Deluxe: Electric Deluxe (Smith & Selway Remix) . Additive
- 2001: Mark Verbos: Big Brother (John Selway Semblance Factor Mix) . Hyperspace
- 2002: Slam: Stepback (Christian Smith & John Selway Remix) . Soma Quality Recordings
- 2002: Secret Cinema: Timeless Altitude (Smith & Selway Mix) . EC Records
- 2002: Queen + Vanguard: Flash (Smith & Selway Remix)
- 2002: Adam Beyer & Henrik B: Sound Identification (Smith & Selway Remix) . Drumcode
- 2002: Jackass & Mule: 1 - 2 - 3 Miami (Selway Rapture!Mix) . Xylophone Jones Recordings
- 2002: Sven Väth: Mind Games (Selway Semblance Factor Mix) . Virgin Records
- 2002: Matthew Dear: Stealing Moves (CSM Version) .Spectral Sound
- 2002: Fischerspooner: Emerge (Memory Boy Superstar Remix) . Memory Boy Records
- 2003: Ken Ishii: Awakening (Smith & Selway Remix) .
- 2003: Chris Liebing: Golden Age (Christian Smith & John Selway Remix) . Evolution
- 2003: Ben Sims: Oblivion (Smith & Selway Remix) .Primate Recordings
- 2005: Laurent Garnier: Waiting For My Plane (Smith & Selway Remix) . F-Communications
- 2006: A Guy Called Gerald: Blow Your House Down (Smith & Selway Mix) . Split Music
- 2007: Mauro Picotto: maybe, maybe not (smith & selway remix) . alchemy